# Lyoubov Holota
Lyoubov Holota, née le 31 décembre 1949, est une écrivaine ukrainienne. Elle est l'auteure de travaux en prose, de poésie et d'articles de journaux, est récompensé du titre de Travailleuse culturelle émérite de l'Ukraine. En 2008, elle a été récompensée par le Prix national Taras-Chevtchenko pour son roman révolutionnaire "Mémoire épisodique".

## Biographie
Lioubov Holota est née dans une famille minière le 31 décembre 1949 à Kryvyi Rih, dans l'oblast de Dnipropetrovsk. En 1972, elle obtient son diplôme de la faculté de philologie de l'Université d'État de Dnipropetrovsk.
Elle travaille ensuite comme journaliste à Dnipropetrovsk pour les journaux provinciaux Zorya et Prapor Yunosti ainsi que pour la station de radio provinciale.
Elle vit à Kyiv depuis 1983 et travaille aux maisons d'édition Molod et Radyanskyy Pysmennyk. À partir de 1995, elle est rédactrice en chef de Slovo Prosvity, le journal national hebdomadaire de l'organisation culturelle ukrainienne renommée Prosvita.
Holota organise et publie le premier journal culturel féminin en Ukraine indépendante, Pyata Pora, et écrit les scénarios de nombreuses festivités et événements de grande envergure de la capitale ukrainienne.
Elle édite le livre Zhyttya i Chyn Anatoliya Pohribnoho. Naukovi rozvidky, statti, spohady, qui a été publié en 2011. Son accomplissement le plus notable récent a été la publication de Mémoire épisodique, un roman novateur qui utilise la théorie de la mémoire de Tulving comme métaphore des changements au sein de la société ukrainienne et des évolutions de la psyché humaine causées par la mondialisation. Le critique ukrainien Dmytro Drozdovskyi a décrit comment le langage utilisé dans le livre "enchante" le lecteur et a qualifié le roman de "profonde manifestation du style moderniste".

## Travaux

### Recueils de poésie
- Narodjena contre Stepakh (1976)
- Vesniane Rivnodennya (1979)
- Horytsvit (1980)
- Vikna (1983)
- Zhinky et ptytsi (1986)
- Dzerkala (1988)
- Na cholovichyy holos (1996)
- Gouffre d'Oprominena (2001)

### Livres publicitaires
- Dytia Lyudske (2002)
- Sotvorinnya (2005)

### Romans
- Epizodychna pamyat (2007)

Holota est également l'auteur de plusieurs livres pour enfants.

## Travail civique et partis politiques
Les rôles assumés par Lioubov Holota au cours de sa longue carrière publique incluent :
- Membre de l'Union nationale des écrivains d'Ukraine depuis 1977.
- Ancien membre du Parti communiste de l'Union soviétique (de 1979 jusqu'à l'abolition du parti).
- Membre de l'organe directeur central de l'organisation culturelle nationale "Vseukrainskoho tovarystva "Prosvity" i. T.Shevchenka"

## Prix
- 1981: Le prix géorgien Volodymyr Mayakovsky
- 2001 : La prime imeni Volodymyry Sosiury "Lyubit Ukrainu"
- 2008 : Prix national Taras-Chevtchenko pour le roman Epizodychna Pamyat ( Mémoire épisodique )

## Voir également
- Liste des lauréats du Prix national Shevchenko#2008